# Nikołaj Spiridonow
Nikołaj Kiriłłowicz Spiridonow, ros. Николай Кириллович Спиридонов (ur. 1902 w Riazaniu, zm. w marcu 1976 w Moskwie) – Rosjanin, generał porucznik, funkcjonariusz radzieckich organów bezpieczeństwa OGPU/NKWD/Ludowego Komisariatu Bezpieczeństwa Państwowego/Ministerstwa Bezpieczeństwa Państwowego/MSW, m.in. szef Wydziału 3 Specjalnego i Zarządu Komendanta Moskiewskiego Kremla, Ludowego Komisariatu Spraw Wewnętrznych (ros. skr. NKWD) i Ludowego Komisariatu Bezpieczeństwa Państwowego (ros. skr. NKGB).

## Życiorys
Od 1925 do 1927 roku członek Komsomołu (Leninowski Komunistyczny Związek Młodzieży) następnie od 1927 roku członek KC.
Ukończył technikum w Riazaniu w latach 1919–1920, oraz później w 1938 roku Akademię Wojskową im. Michaiła Frunzego.
Do 1925 roku, pracował na różnych pozycjach w rodzinnym Riazaniu. W tym samym roku wstąpił do organów bezpieczeństwa, wówczas Zjednoczony Państwowy Zarząd Polityczny (ros. OGPU), rozpoczynając od kursu w Szkole Pogranicza nr 1 w Leningradzie, którą ukończył w styczniu 1927 roku. Następnie od 1927 do 1929 roku – zastępca szefa strażnicy przy politycznym oddziale 5 pogranicznego pułku OGPU, a w tym samym roku pomocnik komendanta w tym oddziale. Przez następny rok kursant w Wyższej Szkole Pogranicza OGPU. Po ukończeniu kursu we wrześniu 1930 roku i przez kolejne lata był pomocnikiem pełnomocnika w różnych oddziałach pogranicznych OGPU. W lipcu 1938 roku przeniesiony do centrali NKWD, na stanowisko zastępcy szefa 4 Oddziału, Wydziału V Głównego Zarządu Bezpieczeństwa Państwowego przy Ludowym Komisariacie Spraw Wewnętrznych Związku Radzieckiego (ros. GUGB NKWD), które sprawował do 23 listopada 1938 roku. Następnie do końca 1938 roku był szefem Wydziału 3 Specjalnego. 23 grudnia 1938 roku został mianowany szefem Zarządu Komendanta Moskiewskiego Kremla przy kolejno – NKWD/Ludowym Komisariacie Bezpieczeństwa Państwowego/Ministerstwie Bezpieczeństwa Państwowego ZSRR/Ministerstwie Spraw Wewnętrznych ZSRR, stanowisko to sprawował aż do września 1953 roku, także od marca 1953 roku jednocześnie sprawował funkcję szefa X Zarządu Ministerstwa Spraw Wewnętrznych Związku Radzieckiego.
Zwolniony z organów bezpieczeństwa wewnętrznego 25 listopada 1953 roku, w stopniu generała porucznika, który otrzymał w listopadzie 1944 roku. Zmarł w Moskwie w marcu 1976 roku.

## Odznaczenia
- Order Lenina (dwukrotnie)
- Order Czerwonego Sztandaru (dwukrotnie – 29 kwietnia 1943 i 3 listopada 1944)
- Order Czerwonej Gwiazdy (26 kwietnia 1940)
- Order Wojny Ojczyźnianej I klasy (22 sierpnia 1944)

i 8 medali.